# Jean-Marie Lhôte
Jean-Marie Lhôte est un ingénieur et écrivain français, né le 8 septembre 1926 à Ruillé-sur-Loir et mort le 9 décembre 2023 à Amiens.

## Biographie
Il passe son enfance à La Loupe (Eure-et-Loir) où son père est notaire. Il a 17 ans quand son père, André Lhôte, meurt le 17 juin 1944, dans les bombardements alliés de la commune de La Loupe alors qu'il organisait des secours. Il recevra pour cela à titre posthume la médaille d'honneur pour acte de courage et de dévouement.
Il suit une formation scientifique et technique à l’Institut catholique d'arts et métiers de Lille. Son parcours professionnel et son activité d’écrivain seront rythmés par des rencontres décisives.
Il est d'abord ingénieur plusieurs années à la Régie Renault sur la suggestion de Lionel Hubert, son major de promotion, engagé par Raymond Vatier, puis professeur de physique et de chimie à l’École alsacienne, accueilli par Georges Hacquard.
Il reçoit l'enseignement des peintres Robert Lapoujade et Roger Montané. En janvier 1963, il expose à la Galerie Artemont à Paris 147, boulevard du Montparnasse ses toiles ayant pour principal thème des maisons, des toits, des murailles, des remparts en Provence à Vaison-la-Romaine, dans le Massif central.
Il change complètement d’orientation en choisissant le théâtre et l'action culturelle : au Théâtre universitaire de Marseille avec Jacques Falguières (directeur artistique du théâtre municipal d'Évreux en 1978); à la Maison de la culture d'Amiens, assistant de Philippe Tiry ; au Bureau d’auteurs dramatiques de l’Association Technique pour l’Action Culturelle animée par Louis Cousseau ; au Musée des arts décoratifs de Paris, chargé de mission auprès de François Mathey ; enfin, retour à Amiens comme directeur de la Maison de la culture, élu sous la présidence de Michèle Sellier.

## Publications
- Sédiment, (texte et dessins), éd. Mazarine, 1960.
- « Discours imprononçable quoique méthodique à propos d’un épisode mal connu de la jeunesse de Degas », Bizarre no 26, 1962
- Simone Weil, Venise sauvée, (compléments scéniques, introduction et notes), éd. Théâtre universitaire de Marseille, 1965.
- Shakespeare dans les tarots et autres lieux, Bizarre no 43-44, 1967.
- Le Tarot, J.-J. Pauvert, Bibliothèque volante no 1, 1971.
- Le Symbolisme des jeux, Berg International, 1976. Réédité en 2010 (255 p.). Présentation en ligne, sur Persée
- Kléber et Marie-Louise - Un roman d’amour en cartes postales, éd. Hachette-Massin, 1979[5].
- Antoine Court de Gébelin, Le Tarot, présenté et commenté par Jean-Marie Lhôte, Berg International, 1983.
- Mise en jeu. François Billetdoux : l'arbre et l'oiseau, Actes Sud-Papiers, 1988.
- L’Eau du bain, une certaine morale de la navigation culturelle, Berg International-Trois cailloux, 1992.
- Histoire des jeux de société : géométries du désir, Flammarion, 1994. (Prix Eugène-Carrière de l’Académie française, Grand Prix d'Histoire de la société des gens de Lettres 1994)[6].
- Dictionnaire des jeux de société, Flammarion, 1996.
- L’Orange bleue, le siècle d’or des écoles d’ingénieurs en France, La Communication par le livre, 1997.
- Le XXe siècle s’affiche : 100 affiches témoins de notre temps, Larousse, 2000.
- Incorrigible théâtre, histoire du théâtre d'Évreux, témoin de l’art dramatique en province aux 19e et 20e siècles, Scène Nationale Évreux-Louviers, 2003.
- Cipriano Piccolpasso, Les Trois livres de l'art du potier : qui traitent non seulement de la pratique mais aussi brièvement de tous ses secrets, matière toujours tenue cachée jusqu'à aujourd'hui, du chevalier Cipriano Piccolpasso, Casteldurante, Revue de la céramique et du verre, 2007. traduction de : Li tre libri dell'arte del vasaio ;  fac-similé du manuscrit conservé au Victoria & Albert museum, présenté et traduit par Jean-Marie Lhôte, avec la participation de Jean Rosen pour les notes et la contribution de Liliane Sfeir-Fakhri pour la traduction du manuscrit, préface de Rowan Watson
- Bizarre. Anthologie 1953-1968, Paris, Berg international éditions, 2009.
- Histoire du hasard en Occident – Berg international 2012
- Platon-Einstein, Au piège d'un songe en expansion - non édité - 2017
- Un ancêtre (chrétien) du tarot. - non édité - 2018